# Münchner Künstlertheater
Il Münchner Künstlertheater  è stato il primo teatro tedesco costruito in stile Art Nouveau. È stato progettato da Max Littmann e aperto nel 1908.

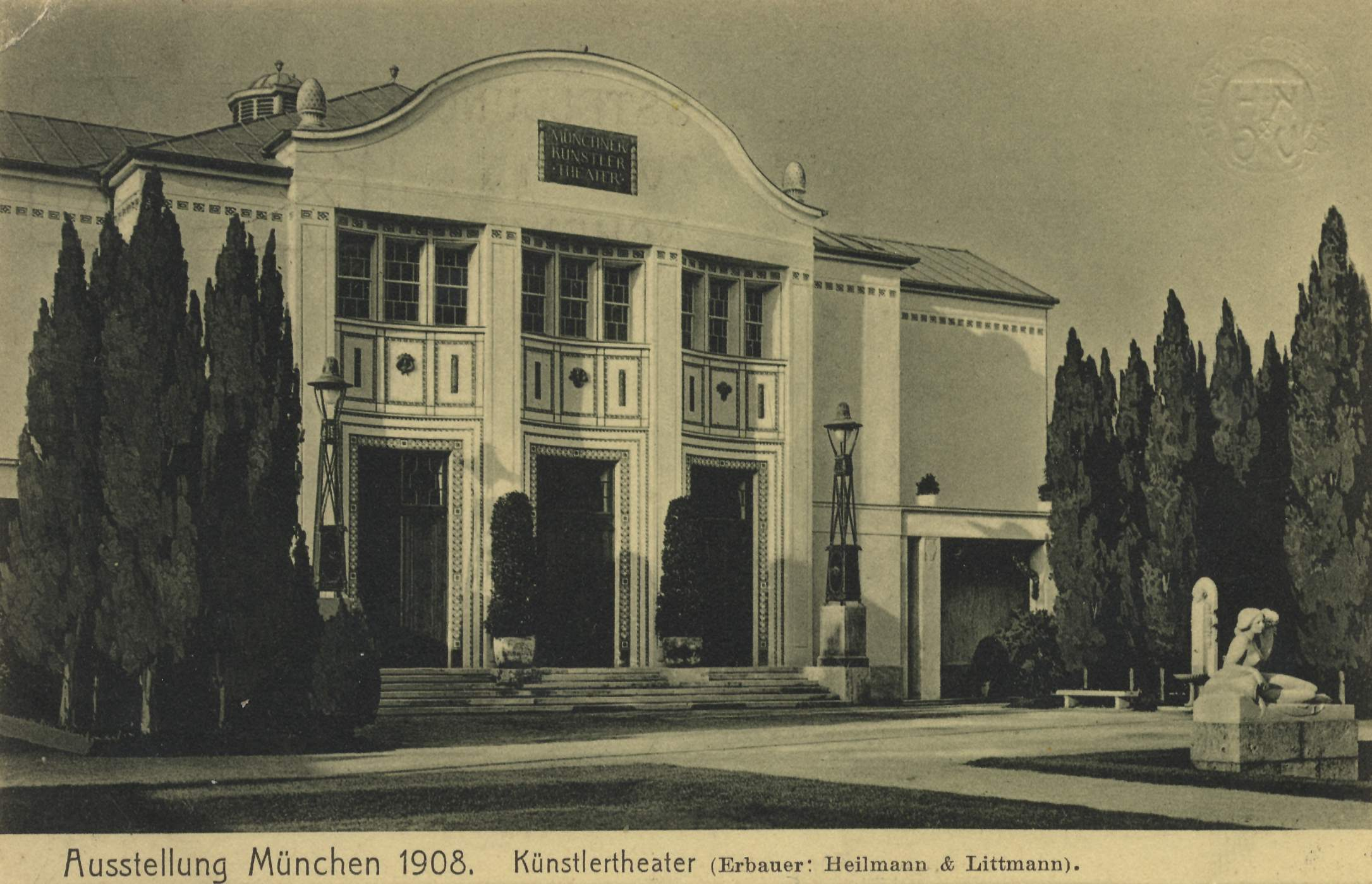
Il Münchner Künstlertheater nel 1908

## Descrizione
Il principale promotore fu il giornalista e drammaturgo Georg Fuchs, che nel 1907 fondò una società a Monaco di Baviera, il Verein Münchner Künstlertheater, con l'obiettivo espresso di costruire un teatro secondo i canoni contemporanei dell'epoca.
Il teatro aveva un palcoscenico poco profondo, un proscenio e nessuna fossa dell'orchestra.
Sebbene le prime produzioni organizzate da Fuchs non avessero riscosso un particolare successo, l'edificio attirò molto interesse grazie all'innovativo progetto di Littmann.
Nel 1909 il teatro venne affittato a Max Reinhardt e infine chiuso nel 1914.
L'edificio venne distrutto nel 1944 dai bombardamenti della seconda guerra mondiale.